# Małgorzata Górska
Małgorzata Górska là nhà hoạt động bảo vệ môi trường người Ba Lan, đã đóng vai trò quan trọng trong hoạt động bảo vệ khu thung lũng sông Rospuda ở vùng đông bắc Ba Lan, một trong các vùng thực sự hoang dã của châu Âu

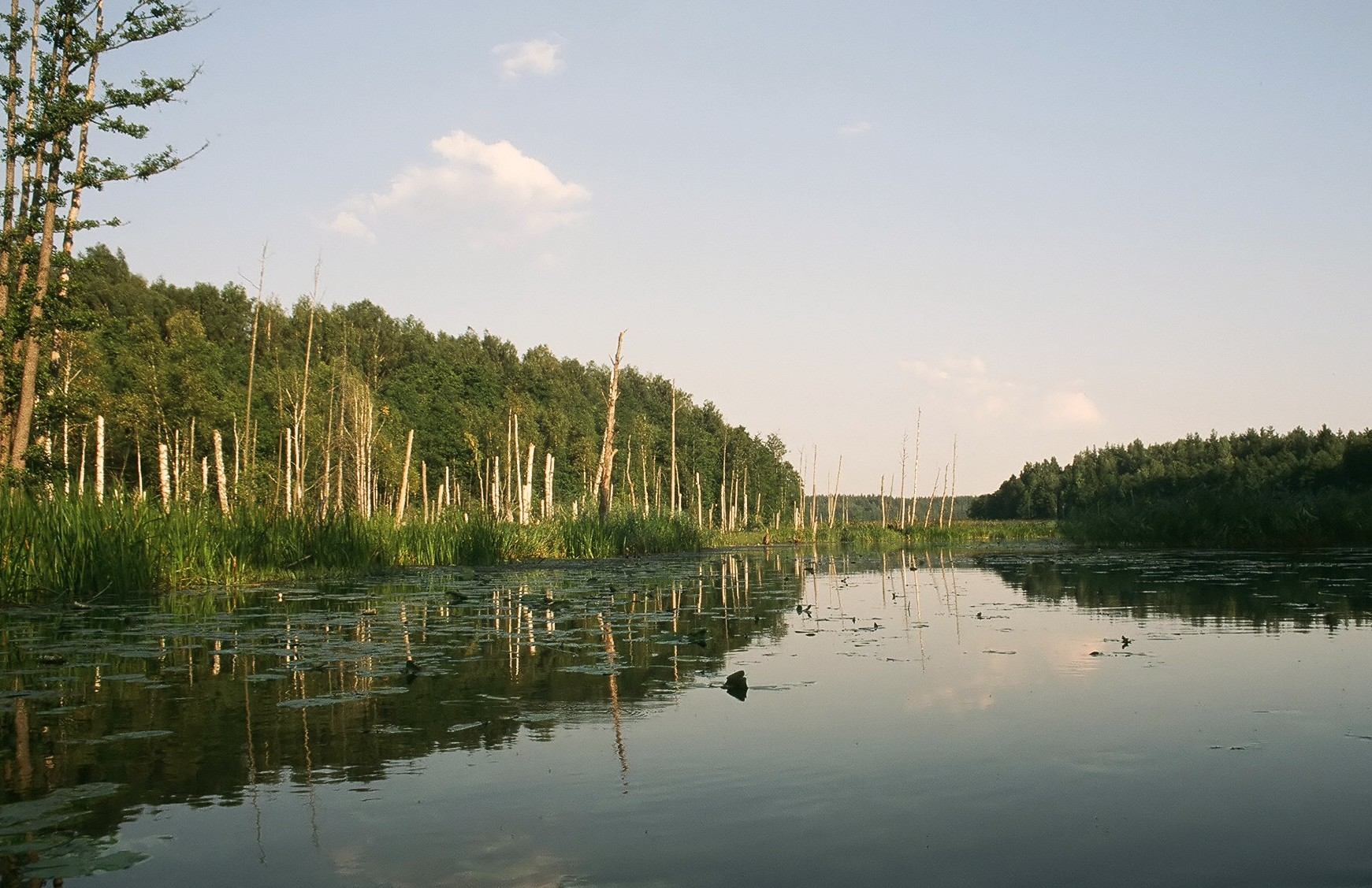
Rospuda River

Malgorzata Górska đã kích động một liên minh các nhà hoạt động và các tổ chức, bao gồm Quỹ Quốc tế Bảo vệ Thiên nhiên của Ba Lan, "Mạng lưới Xanh Ba Lan" (Polish Green Network) và "Hội bảo vệ chim Ba Lan" trong cuộc đấu tranh để ngăn chặn việc xây dựng tuyến xa lộ châu Âu E67 thẳng qua thung lũng Rospuda và các khu vực môi trường quan trọng khác.
Thung lũng Rospuda, ở vùng đông Bắc Ba Lan, là một trong các vùng hoang dã cuối cùng của châu Âu chưa bị xáo trộn, có vẻ đẹp rất được ưa chuông và có tầm quan trọng môi trường. Đây là nơi sinh sống của loài đại bàng đang bị đe dọa cùng các loài chim khác, hoa lan, mèo rừng, chó sói, nai, heo rừng, rái cá và hải ly.
Họ đã thành công trong việc bảo vệ khu vực thiên nhiên quan trọng này khỏi sự hủy hoại, khi tháng 10 năm 2009, chính phủ Ba Lan đã đồng ý định tuyến lại toàn bộ phần đường cao tốc gây tranh cãi nói trên.
Năm 2010 Górska được trao Giải Môi trường Goldman.